# Lijst van soorten Lophyohylinae
Onderstaand een lijst van alle soorten kikkers uit de familie boomkikkers (Hylidae) en de onderfamilie Lophyohylinae. De lijst is gebaseerd op Amphibian Species of the World.
- Aparasphenodon arapapa
- Aparasphenodon bokermanni
- Aparasphenodon brunoi
- Aparasphenodon pomba
- Aparasphenodon venezolanus
- Argenteohyla siemersi
- Corythomantis galeata
- Corythomantis greeningi
- Dryaderces inframaculata
- Dryaderces pearsoni
- Itapotihyla langsdorffii
- Nyctimantis rugiceps
- Osteocephalus alboguttatus
- Osteocephalus buckleyi
- Osteocephalus cabrerai
- Osteocephalus camufatus
- Osteocephalus cannatellai
- Osteocephalus carri
- Osteocephalus castaneicola
- Osteocephalus deridens
- Osteocephalus duellmani
- Osteocephalus festae
- Osteocephalus fuscifacies
- Osteocephalus helenae
- Osteocephalus heyeri
- Osteocephalus leoniae
- Osteocephalus leprieurii
- Osteocephalus mimeticus
- Osteocephalus mutabor
- Osteocephalus oophagus
- Osteocephalus planiceps
- Osteocephalus subtilis
- Osteocephalus taurinus
- Osteocephalus verruciger
- Osteocephalus vilarsi
- Osteocephalus yasuni
- Osteopilus crucialis
- Osteopilus dominicensis
- Osteopilus marianae
- Osteopilus ocellatus
- Osteopilus pulchrilineatus
- Osteopilus septentrionalis
- Osteopilus vastus
- Osteopilus wilderi
- Phyllodytes acuminatus
- Phyllodytes brevirostris
- Phyllodytes edelmoi
- Phyllodytes gyrinaethes
- Phyllodytes kautskyi
- Phyllodytes luteolus
- Phyllodytes maculosus
- Phyllodytes melanomystax
- Phyllodytes punctatus
- Phyllodytes tuberculosus
- Phyllodytes wuchereri
- Phytotriades auratus
- Tepuihyla aecii
- Tepuihyla edelcae
- Tepuihyla exophthalma
- Tepuihyla luteolabris
- Tepuihyla obscura
- Tepuihyla rodriguezi
- Tepuihyla shushupe
- Tepuihyla tuberculosa
- Tepuihyla warreni
- Trachycephalus atlas
- Trachycephalus coriaceus
- Trachycephalus cunauaru
- Trachycephalus dibernardoi
- Trachycephalus hadroceps
- Trachycephalus helioi
- Trachycephalus imitatrix
- Trachycephalus jordani
- Trachycephalus lepidus
- Trachycephalus macrotis
- Trachycephalus mambaiensis
- Trachycephalus mesophaeus
- Trachycephalus nigromaculatus
- Trachycephalus quadrangulum
- Trachycephalus resinifictrix
- Trachycephalus typhonius